# Вельвен
Вельве́н (фр. Velving) — коммуна во французском департаменте Мозель региона Лотарингия. Относится к кантону Буле-Мозель.	

## География
Вельвен расположен в 30 км к северо-востоку от Меца. Соседние коммуны: Альзен на севере, Бреттнаш на северо-востоке, Тетершан на юго-востоке, Оттонвиль на юго-западе, Вальмэнстер на западе, Оллен и Ремельфан на северо-западе.

## История
- Коммуна бывшего герцогства Лотарингия.
- Зависел от сеньората де Берю и аббатства Меттлаш как аннекс Вальмэнстера.
- Коммуна была уничтожена во время Тридцатилетней войны 1618—1648 годов.
- С 1848 года — отдельная коммуна.

## Демография
По переписи 2008 года в коммуне проживало 247 человек.	

## Достопримечательности
- Церковь святого Петра 1846 года.